# Noorwegen op de Olympische Winterspelen 1932
Tijdens de Olympische Winterspelen van 1932, die in Lake Placid (Verenigde Staten) werden gehouden, nam Noorwegen voor de derde keer deel.

## Medailleoverzicht
| Sport              | Olympiër             | Discipline   | Medaille |
| ------------------ | -------------------- | ------------ | -------- |
| Kunstrijden        | Sonja Henie          | vrouwen      | Goud     |
| Noordse combinatie | Johan Grøttumsbråten | mannen       | Goud     |
| Schansspringen     | Birger Ruud          | mannen       | Goud     |
| Noordse combinatie | Ole Stenen           | mannen       | Zilver   |
| Schaatsen          | Ivar Ballangrud      | 10.000 m (m) | Zilver   |
| Schaatsen          | Bernt Evensen        | 500 m (m)    | Zilver   |
| Schansspringen     | Hans Beck            | mannen       | Zilver   |
| Langlaufen         | Arne Rustadstuen     | 50 km (m)    | Brons    |
| Noordse combinatie | Hans Vinjarengen     | mannen       | Brons    |
| Schansspringen     | Kaare Wahlberg       | mannen       | Brons    |

## Deelnemers en resultaten

### Kunstrijden
| Olympiër    | Discipline | Resultaat | Prestatie            |
| ----------- | ---------- | --------- | -------------------- |
| Sonja Henie | vrouwen    | Goud      | pc. 7; 2302,5 punten |

### Langlaufen
| Olympiër             | Discipline | Resultaat | Prestatie |
| -------------------- | ---------- | --------- | --------- |
| Johan Grøttumsbråten | 18 km (m)  | 6e        | 1:27.15   |
| Ole Hegge            | 50 km (m)  | 4e        | 4:32.04   |
| Kristian Hovde       | 18 km (m)  | 13e       | 1:32.48   |
| Arne Rustadstuen     | 18 km (m)  | 5e        | 1:27.06   |
| Arne Rustadstuen     | 50 km (m)  | Brons     | 4:31.53   |
| Ole Stenen           | 18 km (m)  | 8e        | 1:28.05   |
| Ole Stenen           | 50 km (m)  | dnf       | opgave    |
| Sigurd Vestad        | 50 km (m)  | 5e        | 4:32.40   |

### Noordse combinatie
| Olympiër             | Discipline | Resultaat | Prestatie                                                          |
| -------------------- | ---------- | --------- | ------------------------------------------------------------------ |
| Johan Grøttumsbråten | mannen     | Goud      | 446,00 punten 18 km: 240,00 (1:27.15) schans: 206,00 (51,0+50,0 m) |
| Ole Stenen           | mannen     | Zilver    | 436,05 punten 18 km: 235,75 (1:28.05) schans: 200,30 (48,0+52,0 m) |
| Hans Vinjarengen     | mannen     | Brons     | 434,60 punten 18 km: 213,00 (1:32.40) schans: 221,60 (54,0+62,0 m) |
| Sverre Kolterud      | mannen     | 4e        | 418,70 punten 18 km: 204,00 (1:34.36) schans: 214,70 (57,0+55,5 m) |

### Schaatsen

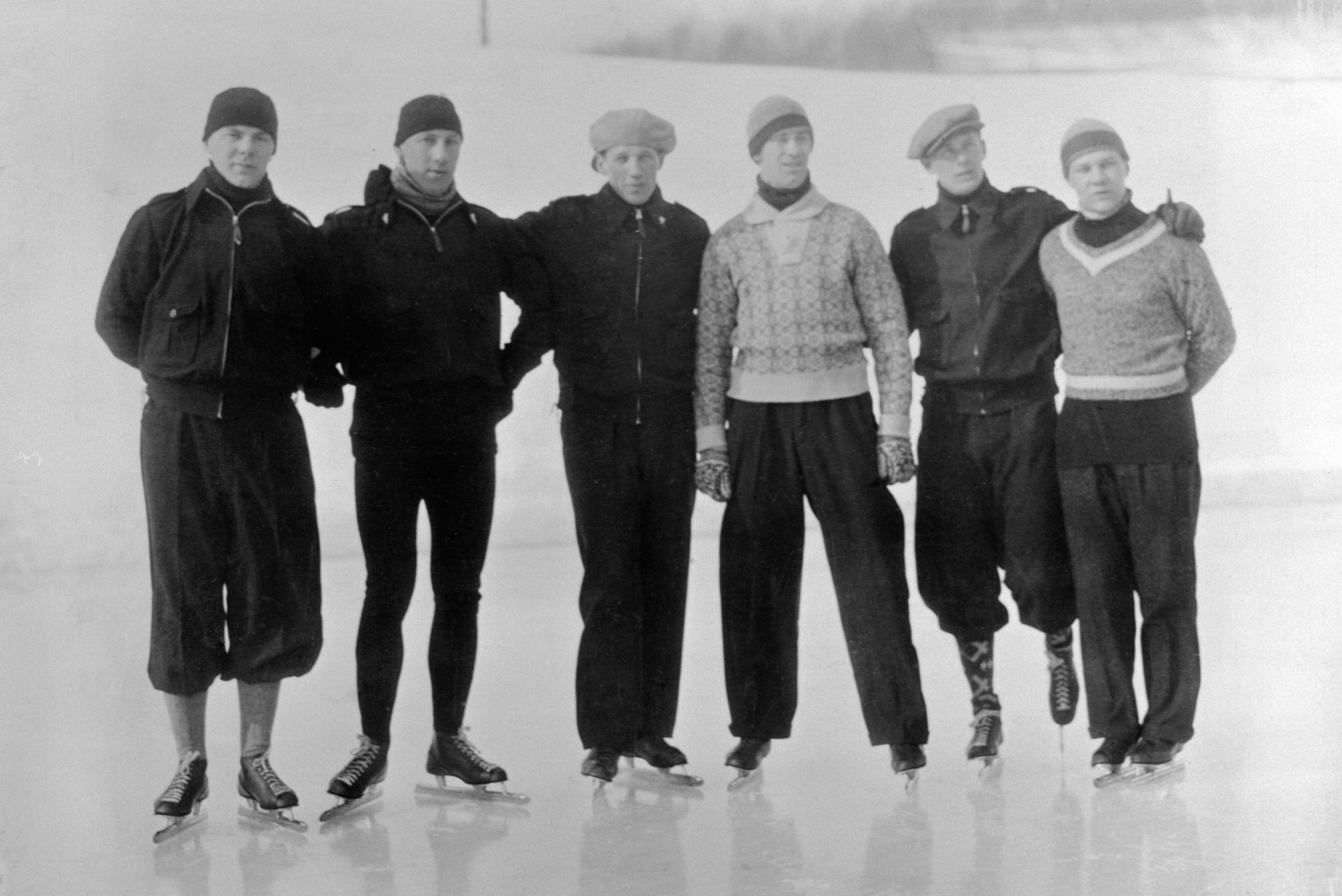
Hans Engnestangen, Ivar Ballangrud, Michael Staksrud, Erling Lindboe, Haakon Pedersen, Bernt Evensen.

| Olympiër          | Discipline   | Resultaat | Prestatie                         |
| ----------------- | ------------ | --------- | --------------------------------- |
| Ivar Ballangrud   | 1500 m (m)   | series    | serie 2: 3e                       |
| Ivar Ballangrud   | 5000 m (m)   | 5e        | serie 1: 3e, finale: 5e           |
| Ivar Ballangrud   | 10.000 m (m) | Zilver    | serie 1: 2e, finale: 2e           |
| Hans Engnestangen | 500 m (m)    | series    | serie 3: 5e                       |
| Hans Engnestangen | 1500 m (m)   | series    | serie 1: 4e                       |
| Hans Engnestangen | 10.000 m (m) | series    | serie 2: 6e                       |
| Bernt Evensen     | 500 m (m)    | Zilver    | serie 2: 45,3 (1e), finale: 2e    |
| Bernt Evensen     | 1500 m (m)   | series    | serie 1: 3e                       |
| Bernt Evensen     | 5000 m (m)   | 6e        | serie 2: 10.01,4 (1e), finale: 6e |
| Bernt Evensen     | 10.000 m (m) | 6e        | serie 2: 3e, finale: 6e           |
| Erling Lindboe    | 500 m (m)    | series    | serie 1: 4e                       |
| Erling Lindboe    | 5000 m (m)   | series    | serie 2: 5e                       |
| Hakon Pedersen    | 500 m (m)    | series    | serie 3: 4e                       |
| Michael Staksrud  | 1500 m (m)   | series    | serie 3: 3e                       |
| Michael Staksrud  | 5000 m (m)   | series    | serie 1: niet gefinisht           |
| Michael Staksrud  | 10.000 m (m) | series    | serie 1: 6e                       |

### Schansspringen
| Olympiër       | Discipline | Resultaat | Prestatie                  |
| -------------- | ---------- | --------- | -------------------------- |
| Birger Ruud    | mannen     | Goud      | 228,1 punten (66,5+69,0 m) |
| Hans Beck      | mannen     | Zilver    | 227,0 punten (71,5+63,5 m) |
| Kaare Wahlberg | mannen     | Brons     | 219,5 punten (62,5+64,0 m) |
| Sigmund Ruud   | mannen     | 7e        | 215,1 punten (63,0+62,5 m) |

België · Canada · Duitsland · Finland · Frankrijk · Groot-Brittannië · Hongarije · Italië · Japan · Noorwegen · Oostenrijk · Polen · Roemenië · Tsjecho-Slowakije · Verenigde Staten · Zweden · Zwitserland